# Аппер-Ферфілд Тауншип (округ Лайкомінг, Пенсільванія)
Аппер-Ферфілд Тауншип (англ. Upper Fairfield Township) — селище (англ. township) в США, в окрузі Лайкомінг штату Пенсільванія. Населення — 1807 осіб (2020).

## Демографія
Згідно з переписом 2010 року, у селищі мешкали 1823 особи в 718 домогосподарствах у складі 538 родин. Було 788 помешкань
Расовий склад населення:
| - 97,6 % — білих - 0,7 % — чорних або афроамериканців - 0,2 % — азіатів - 0,1 % — вихідців з тихоокеанських островів - 0,1 % — корінних американців |

До двох чи більше рас належало 1,4 %. Частка іспаномовних становила 0,3 % від усіх жителів.
За віковим діапазоном населення розподілялося таким чином: 21,6 % — особи молодші 18 років, 62,5 % — особи у віці 18—64 років, 15,9 % — особи у віці 65 років та старші. Медіана віку мешканця становила 45,2 року. На 100 осіб жіночої статі у селищі припадало 102,1 чоловіків;  на 100 жінок у віці від 18 років та старших — 98,2 чоловіків також старших 18 років.
Середній дохід на одне домашнє господарство  становив 85 405 доларів США (медіана — 63 333), а середній дохід на одну сім'ю — 97 256 доларів (медіана — 76 000). Медіана доходів становила 51 042 долари для чоловіків та 43 269 доларів для жінок. За межею бідності перебувало 5,9 % осіб, у тому числі 10,4 % дітей у віці до 18 років та 0,6 % осіб у віці 65 років та старших.
Цивільне працевлаштоване населення становило 969 осіб. Основні галузі зайнятості: освіта, охорона здоров'я та соціальна допомога — 16,2 %, виробництво — 14,2 %, роздрібна торгівля — 11,6 %, науковці, спеціалісти, менеджери — 9,9 %.